# Jacqline Mossberg Mounkassa
Jacqline Lie Hope Clarine People Mossberg Mounkassa, alternativt endast Jacqline, född 2 juli 1998 i Tumba församling, Stockholms län, är en svensk sångerska. 

## Biografi
När Mossberg Mounkassa var 16 år gammal, hoppade hon av gymnasiet för att satsa på musiken helt och hållet. Under våren 2021 släppte hon sin första singel: Do It Better. På lanseringsdagen drabbades hon av en förgiftning, blev inlagd på sjukhus och riskerade att få permanenta skador på sina stämband. Under sommaren övervägde hon att ge upp musikkarriären helt och hållet.

### Idol 2021
Under hösten 2021 var hon en av deltagarna i den sjuttonde säsongen av TV-programmet Idol på TV4. Hon kom med i programmet genom att hon sökte in till dess nya koncept Idolraketen som sändes avsides från det vanliga idolprogrammet på TV4 Play. Där blev hon tillsammans med fyra andra sökande indelad i regionen Stockholm, och senare blev hon även utvald till att bli den regionens idolraket, detta efter att ha duellerat mot den jämnåriga Ella Öberg (som senare skulle komma tillbaka i det sista avsnittet på grund av ett avhopp från en annan idolraket) från samma region. Genom det andra momentet Idolgiget, kvalveckan och kvalfinalen lyckades Mossberg Mounkassa bli en av deltagarna i topp 13 genom att hon fick ett av juryns sex wild cards, detta efter att hon bara några dagar tidigare hade misslyckats att ta sig vidare till kvalfinalen från sitt kvalheat. Den 3 december 2021 stod det klart att Jacqline Mossberg Mounkassa skulle möta Birkir Blær i idolfinalen som hölls i Avicii Arena den 10 december. Väl i finalen slutade hon på en andraplats.

### Melodifestivalen 2024
Den 1 december 2023 tillkännagavs att Mossberg Mounkassa skulle delta i Melodifestivalen 2024, och väl där tog hon sig till final ifrån tredje deltävlingen med sin låt Effortless.

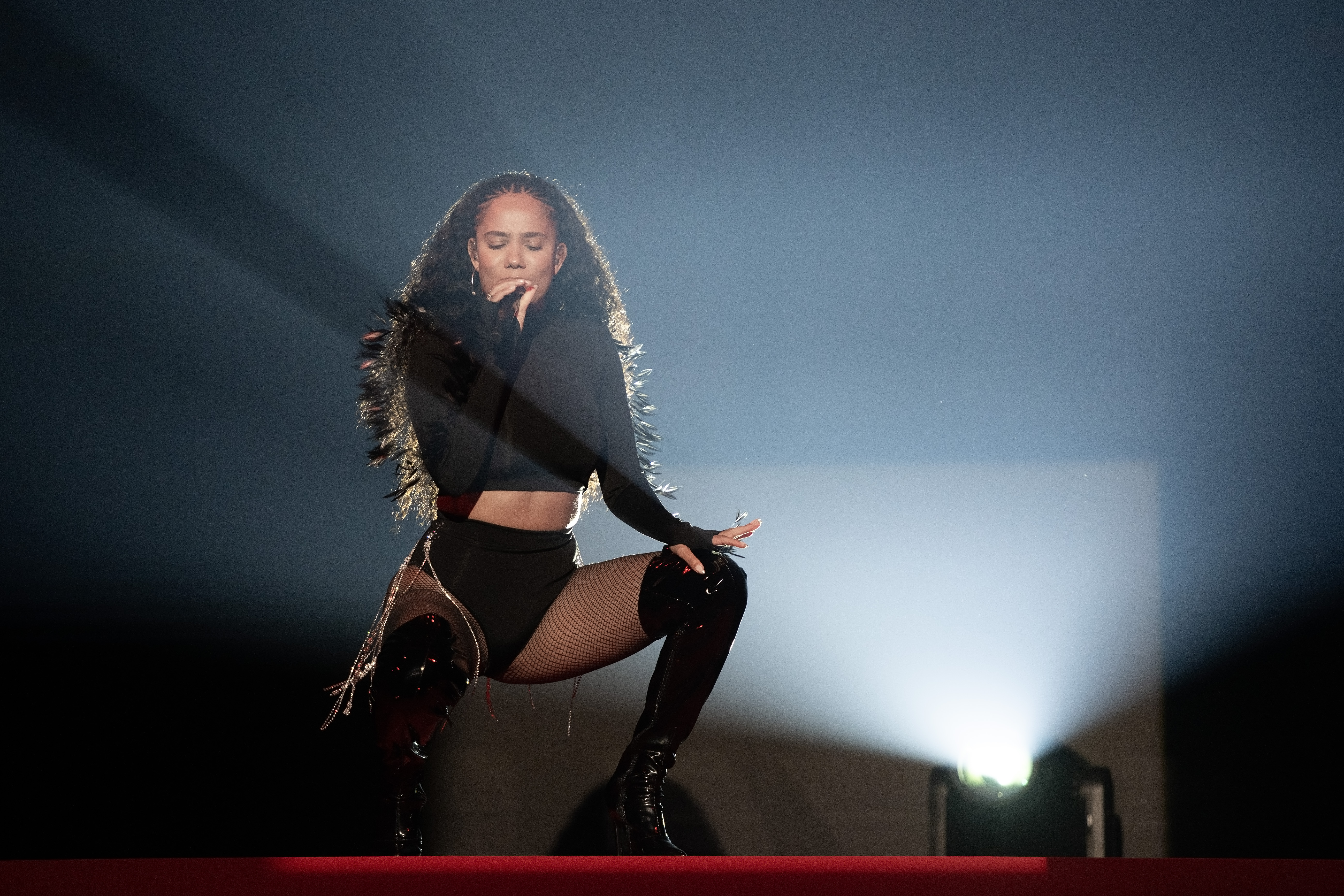
På scen i Melodifestivalen 2024 i Växjö.
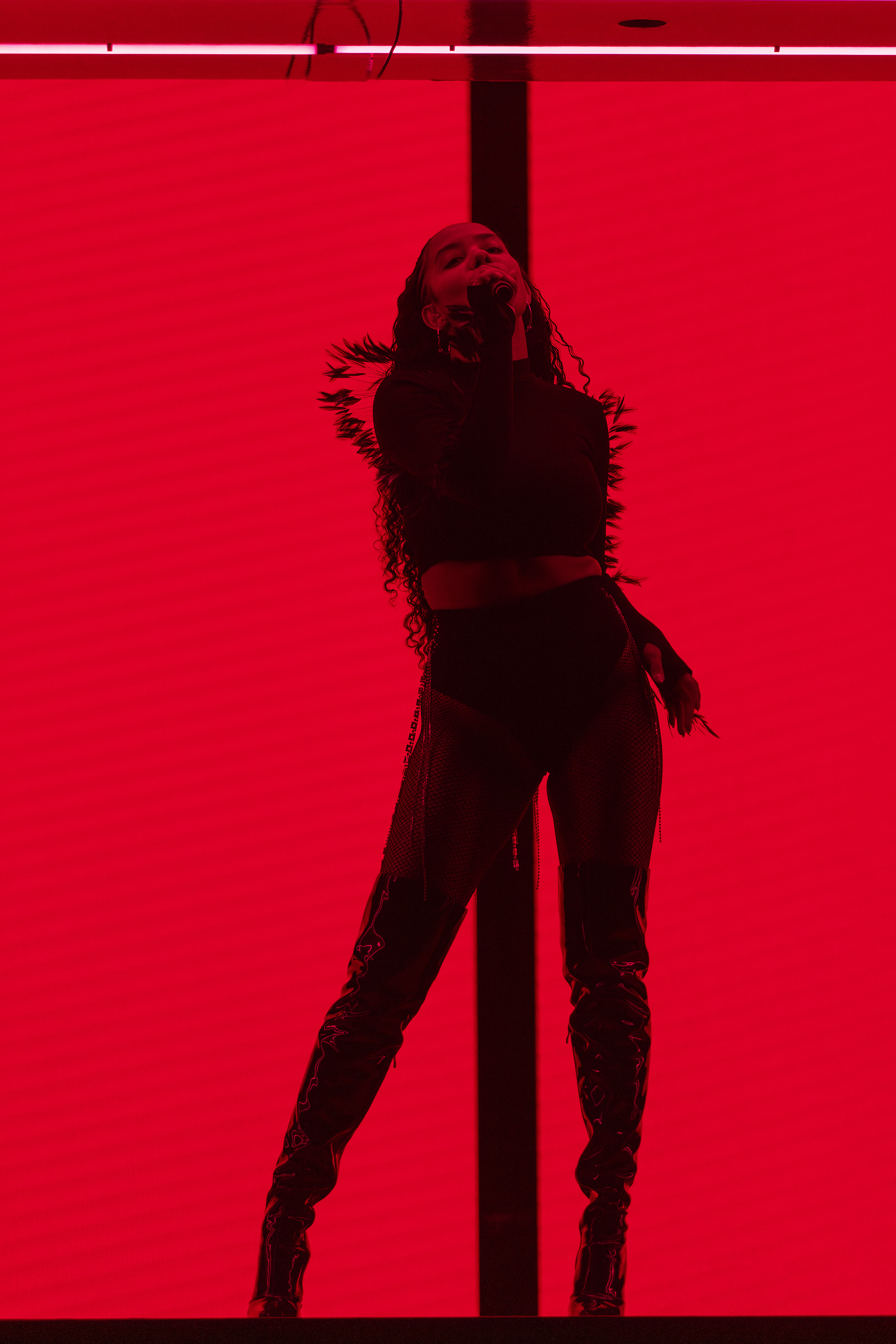
Framträdandet i Växjö.
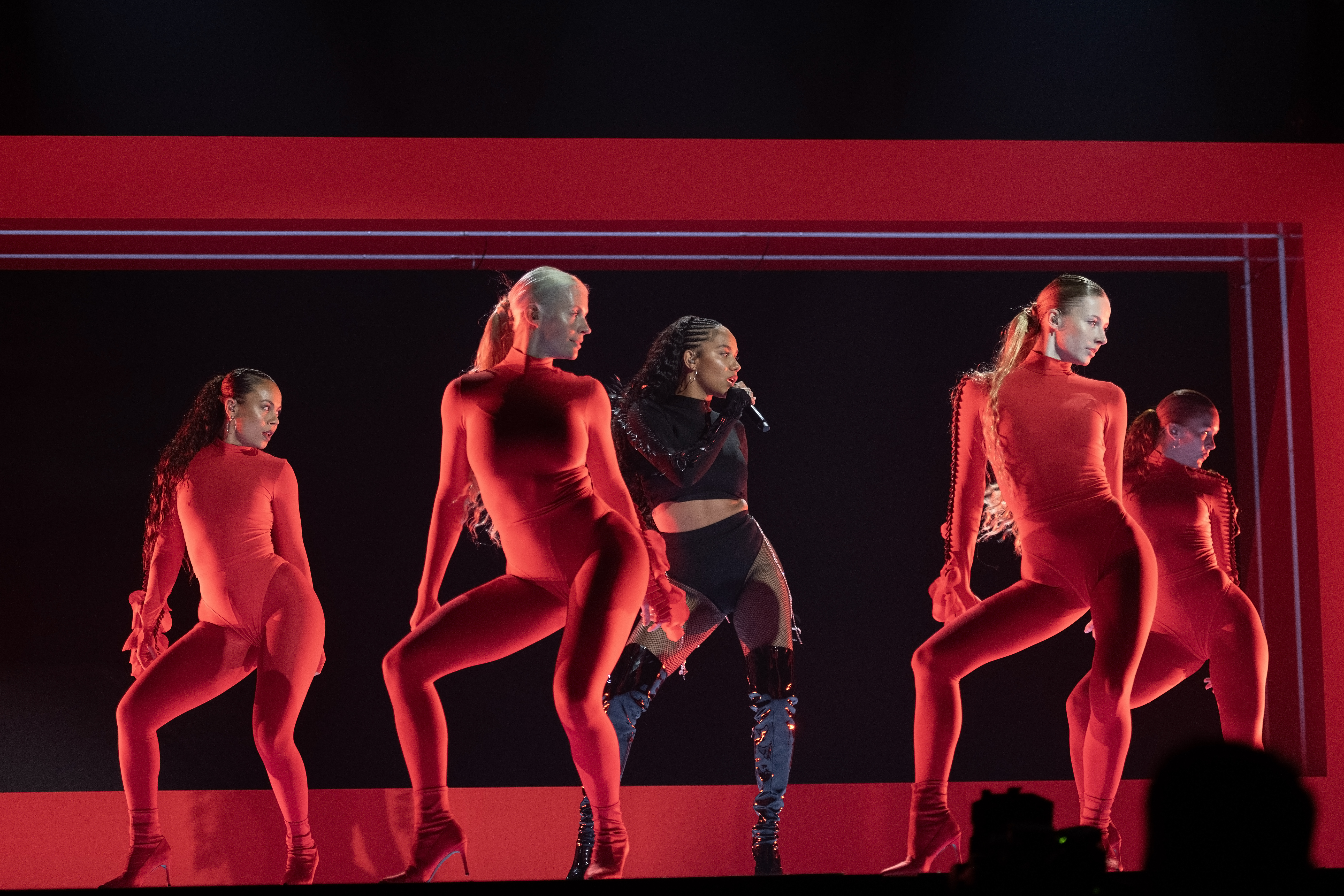
Jacqline med dansarna i Växjö.
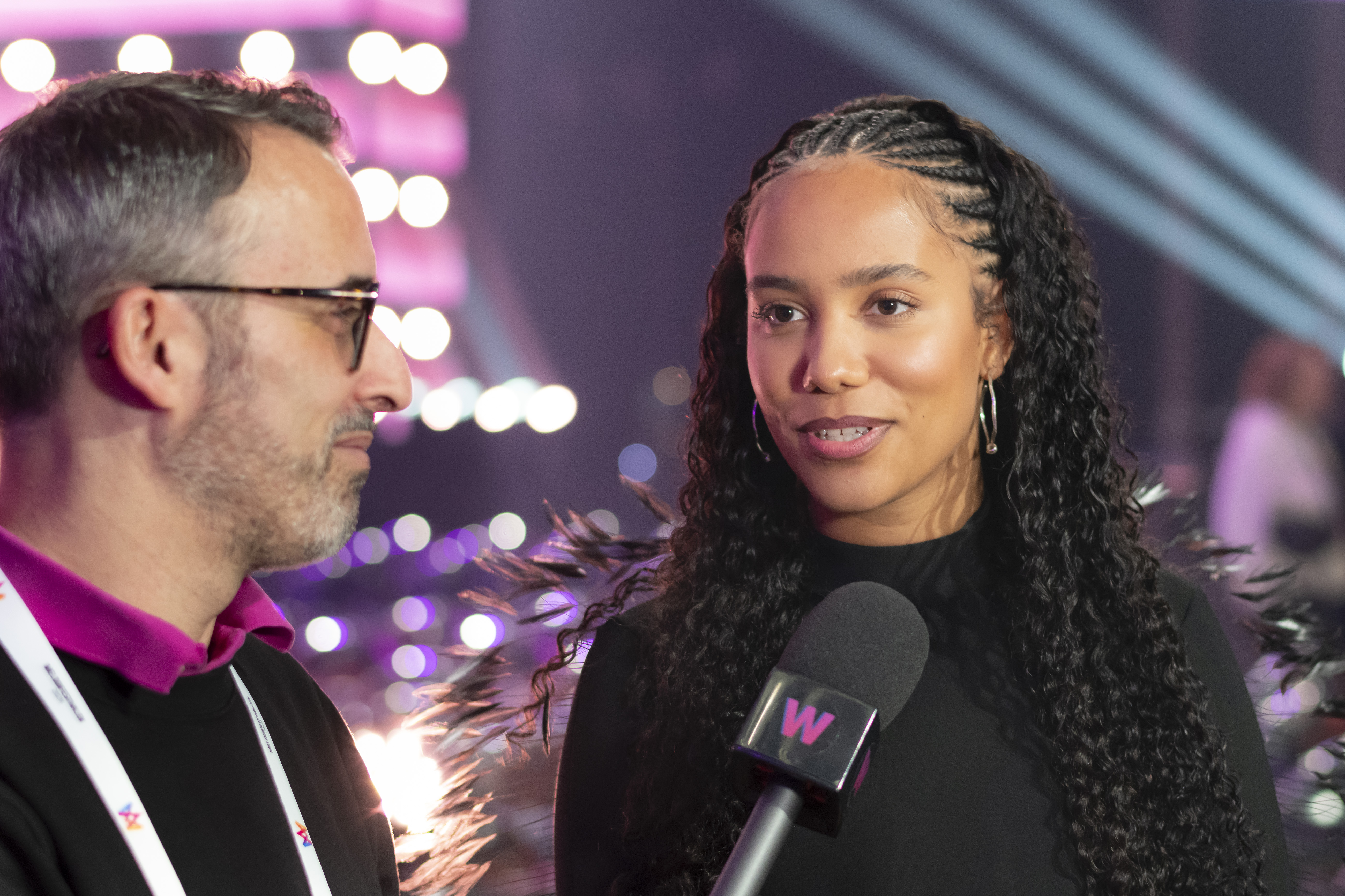
Intervju med Simon Falk, wiwibloggs, på presskonferensen i Växjö.

## Diskografi

### Singlar
| År   | Titel            | Utgivare              |
| ---- | ---------------- | --------------------- |
| 2021 | Do it better     | Amuseio AB            |
| 2023 | Question My Love | Island Records Sweden |
| 2023 | Last Christmas   | Island Records Sweden |

## Låtar
- 2021 – Do it better, skriven tillsammans med Mattias Björklund och Tove Quick.
- 2021 – Question My Love, skriven tillsammans med Faraz Azar.